# 마르샬 게루
마르샬 게루(Martial Gueroult, 1891년 12월 15일 ~ 1976년 8월 13일)는 프랑스의 철학자이다. 구조주의 철학사가로 유명하다. 그는 철학을 일종의 '소설'로 간주하고, 구조적인 철학사를 제창하였다.

## 생애
그는 스트라스부르, 상파울루 대학, 소르본에서 가르치다가 에티엔 질송의 후임으로 지명되어 1951년 콜레주 드 프랑스로 옮기고 1961년까지 재임한다.